# Tadeusz Szymon Gaździk
Tadeusz Szymon Gaździk (ur. 20 maja 1954 w Krośnie, zm. 8 czerwca 2021) – polski specjalista chirurgii urazowej, histologii, ortopedii oraz rehabilitacji medycznej, prof. dr hab. n. med.

## Życiorys
Ukończył VIII Liceum Ogólnokształcące im. Wilhelma Piecka w Katowicach w roku 1973, a w 1979 r. Wydział Lekarski Śląskiej Akademii Medycznej. Od trzeciego roku studiów był zatrudniony w Zakładzie Fizjologii jako młodszy asystent. Po ukończeniu z wyróżnieniem studiów podjął pracę w Zakładzie Histologii i Embriologii, a po jego reorganizacji w Zakładzie Mikroskopii Elektronowej Śl. AM. W tym samym czasie zaczął także pracować w Oddziale Urazowo-Ortopedycznym Centralnego Szpitala Górniczego w Katowicach-Ochojcu.
Stopień doktora nauk medycznych uzyskał w 1983 r. W latach 1984–1987 był zatrudniony w Wojewódzkim Szpitalu Chirurgii Urazowej w Piekarach Śląskich. W 1986 r. otrzymał II stopień specjalizacji z zakresu chirurgii urazowo-ortopedycznej, a 2004 r. II stopień specjalizacji z zakresu rehabilitacji medycznej. W 1987 roku uzyskał stopień naukowy doktora habilitowanego. Od 1989 do 1996 roku kierował Kliniką Ortopedii Katedry Reumatologii Śl. AM w Ustroniu. W 1990 roku został docentem, a w latach 1993–1996 był zatrudniony na etacie profesora nadzwyczajnego Śl. AM w Katowicach. Od 1996 do 1998 roku był ordynatorem Oddziału Urazowo-Ortopedycznego w Szpitalu Górniczym w Katowicach. Od 1998 roku był Kierownikiem Katedry i Kliniki Ortopedii Śl. AM w Katowicach. Pracował też w Instytucie Medycyny Pracy i Zdrowia Środowiskowego w Sosnowcu.
W 1999 roku uzyskał tytuł naukowy profesora. W latach 1989–1996 był kierownikiem Kliniki Ortopedii Katedry Reumatologii Śl. AM, w latach 1996–1998 był ordynatorem Oddziału Urazowo-Ortopedycznego Szpitala w Katowicach-Murckach, a w latach 1998–2008 był kierownikiem Katedry i Oddziału Klinicznego Ortopedii SUM. Następnie był kierownikiem Katedry Fizjoterapii SUM, a następnie kierownikiem Kliniki Ortopedii i Traumatologii Narządu Ruchu Collegium Medicum Uniwersytetu Jagiellońskiego. Pracował również w Katedrze Rehabilitacji AWF w Katowicach, Wyższej Szkole Ekonomii i Administracji w Bytomiu oraz Wyższej Szkole Ekonomii w Bielsku-Białej i Centrum Leczenia Oparzeń w Siemianowicach.
Odbył staże w klinikach ortopedycznych w Polsce oraz RFN, Szwajcarii, Anglii i USA. Był autorem prawie 300 doniesień naukowych opublikowanych w czasopismach naukowych w kraju i za granicą oraz kilkunastu książek z zakresu ortopedii, współautorem dwóch patentów oraz członkiem licznych towarzystw naukowych. Był redaktorem naczelnym czasopisma Journal of Orthopaedics Trauma Surgery and Related Research. W latach 2002–2006 był prezesem Zarządu Głównego Polskiego Towarzystwa Ortopedycznego i Traumatologicznego. Był też członkiem m.in.: Polskiego Towarzystwa Lekarskiego, Polskiego Towarzystwa Osteoporozy, Polskiego Towarzystwa Rehabilitacji, Polskiego Towarzystwa Ozonoterapii. Był delegatem na Okręgowy Zjazd Lekarzy pięciu kadencji.
Odznaczony Krzyżem Kawalerskim Orderu Odrodzenia Polski, Medalem Komisji Edukacji Narodowej, Nagrodą PAN, Nagrodą im. B. Nowakowskiego oraz nagrodami Rektora ŚAM za działalność naukową i dydaktyczną.
Pochowany w Sosnowcu.